# Marquesado de Casa Real de Córdoba
El Marquesado de Casa Real de Córdoba es un título nobiliario español creado por el Rey Carlos II el 10 de noviembre de 1687 a favor de Beatriz Teresa Fernández de Córdoba Messía de la Cerda y Mendoza, perteneciente a la Casa de Córdoba y descendiente de Fernando de la Cerda, Infante de Castilla.
El título se concedió originalmente con el nombre de "Casa Real de la Moneda de Córdoba", siendo en 1918, cuando el rey Alfonso XIII, lo rehabilita con la nueva denominación de "Marquesado de Casa  Real de Córdoba", a favor de Antonio Fernández de Liencres y de la Viesca, casado con Caridad de Liniers y Cañedo.

## Marqueses de Casa Real de Córdoba
- Beatriz Fernández de Córdoba y de la Cerda, I marquesa de Casa Real de la Moneda de Córdoba.

- Fernando de Argote, II marqués de Casa Real de la Moneda de Córdoba, (II marqués de Cabriñana del Monte).

## Rehabilitado en 1918 (con nueva denominación) por
- Antonio Fernández de Liencres y de la Viesca (n. 23 de mayo de 1897), III marqués de Casa Real de Córdoba, hijo de Antonio Fernández de Liencres y Nájera, IV marqués de Donadío, III Marqués de Nájera y VIII vizconde de Sancho Miranda.

1. Casó el 27 de noviembre de 1929 con Caridad de Liniers y Cañedo.[1] Le sucedió su hijo.

- Santiago Fernández de Liencres y Liniers, IV marqués de Casa Real de Córdoba.[2]